# Liste der Senatoren des Kaiserreichs Brasilien

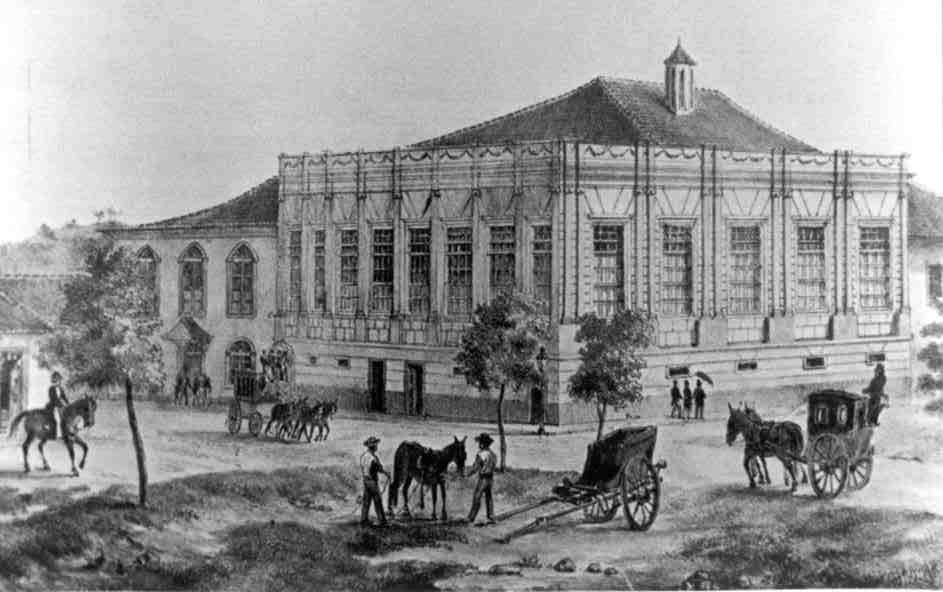
Palácio do Conde dos Arcos,
erster Sitz des Senats des Kaiserreichs und der Ersten Republik von 1826 bis 1925 in Rio de Janeiro.

Die Liste der Senatoren des Kaiserreichs Brasilien enthält sämtliche Senatoren seit Beginn der Versammlungen im Jahr 1826 von der 1. bis zur 20. Legislaturperiode mit Ende 1889 des Kaiserreichs Brasilien. Die Zählung wurde nach der Republikgründung fortgeführt. Die Senatoren wurden vom Kaiser auf Lebenszeit berufen. 
Nachfolger und aktuelle Liste siehe auch:
- Liste der Senatoren Brasiliens (21. –52. Legislaturperiode) für die Zeit seit der Republikgründung (Alte Republik bis Neue (6.) Republik, 1889 bis 2007).
- Liste der Senatoren Brasiliens (53. Legislaturperiode) für die Zeit vom 1. Februar 2007 bis zum 31. Januar 2011.
- Liste der Senatoren Brasiliens (54. Legislaturperiode) für die Zeit vom 1. Februar 2011 bis 31. Januar 2015.
- Liste der Senatoren Brasiliens (55. Legislaturperiode) für die Zeit vom 1. Februar 2015 bis 31. Januar 2019.

## Legislaturperioden
- 1.: 1826–1829
- 2.: 1830–1833
- 3.: 1834–1837
- 4.: 1838–1841
- 5.: 1843–1844
- 6.: 1845–1847
- 7.: 1848–1849
- 8.: 1850–1852
- 9.: 1853–1856
- 10.: 1857–1860
- 11.: 1861–1863
- 12.: 1864–1866
- 13.: 1867–1868
- 14.: 1869–1872
- 15.: 1872–1875
- 16.: 1877–1878
- 17.: 1878–1881
- 18.: 1882–1884
- 19.: 1885–1885
- 20.: 1886–1889

## Liste
| Name                                                            | Titel                                            | Provinz             | Legislatur– periode |
| --------------------------------------------------------------- | ------------------------------------------------ | ------------------- | ------------------- |
| Afonso de Albuquerque Maranhão                                  | —                                                | Rio Grande do Norte | 1. – 3.             |
| Afonso Celso de Assis Figueiredo                                | Visconde de Ouro Preto                           | Minas Gerais        | 17. – 20.           |
| Alfredo d’Escragnolle Taunay                                    | Visconde de Taunay                               | Santa Catarina      | 20.                 |
| Álvaro Barbalho Uchoa Cavalcanti                                | —                                                | Pernambuco          | 14. – 20.           |
| Ambrósio Leitão da Cunha                                        | Barão de Mamoré                                  | Amazonas            | 14. – 20.           |
| Ângelo Carlos Muniz                                             | —                                                | Maranhão            | 8. – 11.            |
| Antônio Augusto Monteiro de Barros                              | —                                                | Minas Gerais        | 1. – 4.             |
| Antônio Cândido da Cruz Machado                                 | Visconde do Serro Frio                           | Minas Gerais        | 15. – 20.           |
| Antônio Carlos Ribeiro de Andrada Machado e Silva               | —                                                | Pernambuco          | 6.                  |
| Antônio Coelho de Sá e Albuquerque                              | —                                                | Pernambuco          | 12. – 13.           |
| Antônio da Cunha Vasconcelos                                    | —                                                | Paraíba             | 3. – 13.            |
| Antônio Dias Coelho e Melo                                      | Barão de Estância                                | Sergipe             | 19. – 20.           |
| Antônio Dinis de Siqueira e Melo                                | —                                                | Sergipe             | 10. – 20.           |
| Antônio Francisco de Paula de Holanda Cavalcanti de Albuquerque | Visconde de Albuquerque                          | Pernambuco          | 4. – 11.            |
| Antônio Gonçalves Gomide                                        | —                                                | Minas Gerais        | 1. – 3.             |
| Antônio Joaquim Gomes do Amaral                                 | —                                                | Pará                | 19. – 20.           |
| Antônio José Machado                                            | —                                                | Ceará               | 11.                 |
| Antônio Luís Dantas de Barros Leite                             | —                                                | Alagoas             | 5. – 14.            |
| Antônio Luís Pereira da Cunha                                   | Marquês de Inhambupe                             | Pernambuco          | 1. – 3.             |
| Antônio Marcelino Nunes Gonçalves                               | Visconde de São Luís do Maranhão                 | Maranhão            | 12. – 20.           |
| Antônio Paulino Limpo de Abreu                                  | Visconde de Abaeté                               | Minas Gerais        | 7. – 18.            |
| Antônio Pedro da Costa Ferreira                                 | Barão de Pindaré                                 | Maranhão            | 3. – 10.            |
| Antônio Pinto Chichorro da Gama                                 | —                                                | Rio de Janeiro      | 12. – 20.           |
| Antônio Rodrigues Fernandes Braga                               | —                                                | Rio Grande do Sul   | 14. – 15.           |
| Antônio da Silva Prado                                          | Barão de Iguape                                  | São Paulo           | 20.                 |
| Antônio Vieira da Soledade                                      | —                                                | Rio Grande do Sul   | 1. – 3.             |
| Aureliano de Sousa e Oliveira Coutinho                          | Visconde de Sepetiba                             | Alagoas             | 5. – 9.             |
| Bento Barroso Pereira                                           | —                                                | Pernambuco          | 1. – 3.             |
| Bernardo de Sousa Franco                                        | Visconde de Sousa Franco                         | Pará                | 9. – 15.            |
| Bernardo Pereira de Vasconcelos                                 | —                                                | Minas Gerais        | 4. – 8.             |
| Brás Carneiro Nogueira da Costa e Gama                          | Conde de Baependi                                | Rio de Janeiro      | 14. – 20.           |
| Caetano Maria Lopes Gama                                        | Visconde de Maranguape                           | Rio de Janeiro      | 4. – 12.            |
| Caetano Pinto de Miranda Montenegro                             | Marquês de Vila Real da Praia Grande             | Mato Grosso         | 1.                  |
| Cândido Batista de Oliveira                                     | —                                                | Ceará               | 7. – 12.            |
| Cândido Borges Monteiro                                         | Visconde de Itaúna                               | Rio de Janeiro      | 10. – 14.           |
| Cândido José de Araújo Viana                                    | Marquês de Sapucaí                               | Minas Gerais        | 4. – 15.            |
| Cândido Luís Maria de Oliveira                                  | —                                                | Minas Gerais        | 20.                 |
| Cândido Mendes de Almeida                                       | —                                                | Maranhão            | 14. – 17.           |
| Carlos Carneiro de Campos                                       | Visconde de Caravelas                            | São Paulo           | 10. – 17.           |
| Cassiano Esperidião de Melo e Matos                             | —                                                | Bahia               | 3. – 10.            |
| Clemente Ferreira França                                        | Marquês de Nazaré                                | Bahia               | 1.                  |
| Cristiano Benedito Ottoni                                       | —                                                | Espírito Santo      | 17. – 20.           |
| Diogo Antônio Feijó                                             | "Regente Feijó" (título não–nobiliárquico)       | Rio de Janeiro      | 2. – 5.             |
| Diogo Velho Cavalcanti de Albuquerque                           | Visconde de Cavalcanti                           | Rio Grande do Norte | 16. – 20.           |
| Domingos Borges de Barros                                       | Visconde de Pedra Branca                         | Bahia               | 2. – 9.             |
| Domingos José Nogueira Jaguaribe                                | Visconde de Jaguaribe                            | Ceará               | 14. – 20.           |
| Estêvão José Carneiro da Cunha                                  | —                                                | Paraíba             | 1. – 2.             |
| Estêvão Ribeiro de Resende                                      | Marquês de Valença                               | Minas Gerais        | 1. – 9.             |
| Eusébio de Queirós Coutinho Matoso Câmara                       |                                                  | Rio de Janeiro      | 9. – 13.            |
| Evaristo Ferreira da Veiga                                      |                                                  | Minas Gerais        | 20.                 |
| Fausto Augusto de Aguiar                                        | —                                                | Pará                | 16. – 20.           |
| Felisberto Caldeira Brant Pontes de Oliveira Horta              | Marquês de Barbacena                             | Alagoas             | 1. – 2.             |
| Filipe Franco de Sá                                             | —                                                | Maranhão            | 18. – 20.           |
| Firmino Rodrigues da Silva                                      | —                                                | Minas Gerais        | 11. – 17.           |
| Flávio Clementino da Silva Freire                               | Barão de Mamanguape                              | Paraíba             | 14. – 20.           |
| Florêncio Carlos Abreu e Silva                                  | —                                                | Rio Grande do Sul   | 17.                 |
| Francisco Antônio de Sousa Queirós                              | Barão de Sousa Queirós                           | São Paulo           | 7. – 20.            |
| Francisco de Assis Mascarenhas                                  | Marquês de São João de Palma                     | São Paulo           | 1. – 5.             |
| Francisco Belisário Soares de Sousa                             | —                                                | Rio de Janeiro      | 20.                 |
| Francisco Brito Guerra                                          | —                                                | Rio Grande do Norte | 3. – 6.             |
| Francisco Carneiro de Campos                                    | —                                                | Bahia               | 1. – 2.             |
| Francisco de Carvalho Soares Brandão                            | —                                                | Pernambuco          | 18. – 20.           |
| Francisco Diogo Pereira de Vasconcelos                          | —                                                | Minas Gerais        | 10. – 11.           |
| Francisco Gê Acaiaba de Montezuma                               | Visconde de Jequitinhonha                        | Bahia               | 8. – 14.            |
| Francisco Gonçalves Martins                                     | Visconde de São Lourenço                         | Bahia               | 8. – 14.            |
| Francisco José Furtado                                          | —                                                | Maranhão            | 12. – 14.           |
| Francisco de Lima e Silva                                       | Barão de Barra Grande                            | Rio de Janeiro      | 3. – 9.             |
| Francisco Maria Gordilho Veloso de Barbuda                      | Marquês de Jacarepaguá                           | Goiás               | 1. – 3.             |
| Francisco Otaviano de Almeida Rosa                              | —                                                | Rio de Janeiro      | 13. – 20.           |
| Francisco de Paula de Almeida Albuquerque                       | —                                                | Pernambuco          | 4. – 14.            |
| Francisco de Paula Cavalcanti e Albuquerque                     | Visconde de Suaçuna                              | Pernambuco          | 4. – 17.            |
| Francisco de Paula Negreiros de Saião Lobato                    | Visconde de Niterói                              | Rio de Janeiro      | 14. – 18.           |
| Francisco de Paula Pessoa                                       | —                                                | Ceará               | 7. – 17.            |
| Francisco de Paula da Silveira Lobo                             | —                                                | Minas Gerais        | 14. – 20.           |
| Francisco de Paula Sousa e Melo                                 | —                                                | São Paulo           | 2. – 8.             |
| Francisco do Rego Barros                                        | Conde da Boa–Vista                               | Pernambuco          | 8. – 14.            |
| Francisco do Rego Barros Barreto                                | —                                                | Pernambuco          | 14. – 20.           |
| Francisco de Sales Torres Homem                                 | Visconde de Inhomirim                            | Rio Grande do Norte | 13. – 15.           |
| Francisco dos Santos Pinto                                      | —                                                | Espírito Santo      | 1. – 3.             |
| Francisco de Sousa Paraíso                                      | —                                                | Bahia               | 4. – 5.             |
| Francisco Vilela Barbosa                                        | Marquês de Paranaguá                             | Rio de Janeiro      | 1. – 6.             |
| Francisco Xavier Pais Barreto                                   | —                                                | Pernambuco          | 12.                 |
| Frederico de Almeida e Albuquerque                              | —                                                | Paraíba             | 10. – 17.           |
| Gaspar da Silveira Martins                                      | —                                                | Rio Grande do Sul   | 17. – 20.           |
| Gabriel Mendes dos Santos                                       | —                                                | Minas Gerais        | 8. – 15.            |
| Herculano Ferreira Pena                                         | —                                                | Amazonas            | 9. – 13.            |
| Honório Hermeto Carneiro Leão                                   | Marquês de Paraná                                | Minas Gerais        | 5. – 9.             |
| Inácio Antônio de Assis Martins                                 | Visconde de Assis Martins                        | Minas Gerais        | 18. – 20.           |
| Isabella von Brasilien                                          | Princesa Imperial do Brasil                      | — laut Verfassung   | 14. – 20.           |
| Jacinto Furtado de Mendonça                                     | —                                                | Minas Gerais        | 1. – 3.             |
| Jacinto Pais de Mendonça                                        | —                                                | Alagoas             | 14. – 20.           |
| Jerônimo José Teixeira Júnior                                   | Visconde do Cruzeiro                             | Rio de Janeiro      | 15. – 20.           |
| Jerônimo José Viveiros                                          | —                                                | Maranhão            | 9. – 10.            |
| Jerônimo Martiniano Figueira de Melo                            | —                                                | Ceará               | 14. – 17.           |
| Jesuíno Lamego da Costa                                         | Barão de Laguna                                  | Santa Catarina      | 15. – 20.           |
| João Alfredo Correia de Oliveira                                | —                                                | Pernambuco          | 16. – 20.           |
| João Antônio de Miranda                                         | —                                                | Mato Grosso         | 9. – 11.            |
| João Carlos Augusto de Oyenhausen–Gravenburg                    | Marquês de Aracati                               | Ceará               | 1. – 2.             |
| João Ernesto Viriato de Medeiros                                | —                                                | Ceará               | 18. – 20.           |
| João Evangelista de Faria Lobato                                | —                                                | Minas Gerais        | 1. – 6.             |
| João Florentino Meira de Vasconcelos                            | —                                                | Paraíba             | 17. – 20.           |
| João Gomes de Melo                                              | Barão de Maruim                                  | Sergipe             | 11. – 20.           |
| João Gomes da Silveira Mendonça                                 | Marquês de Sabará                                | Minas Gerais        | 1.                  |
| João Inácio da Cunha                                            | —                                                | Maranhão            | 1. – 3.             |
| João José de Oliveira Junqueira Júnior                          | —                                                | Bahia               | 15. – 20.           |
| João Lins Vieira Cansanção de Sinimbu                           | Visconde de Sinimbu                              | Alagoas             | 10. – 20.           |
| João Lustosa da Cunha Paranaguá                                 | Marquês de Paranaguá                             | Piauí               | 12. – 20.           |
| João Manuel Pereira da Silva                                    | —                                                | Rio de Janeiro      | 20.                 |
| João Maurício Wanderley (2.)                                    | Barão de Cotegipe                                | Bahia               | 9. – 20.            |
| João Pedro Dias Vieira                                          | —                                                | Maranhão            | 11. – 14.           |
| João Severiano Maciel da Costa                                  | Marquês de Queluz                                | Paraíba             | 1. – 2.             |
| João da Silva Carrão                                            | —                                                | São Paulo           | 17. – 20.           |
| João da Silva Machado                                           | Barão de Antonina                                | Paraná              | 9. – 15.            |
| João Vieira de Carvalho                                         | Marquês de Lajes                                 | Ceará               | 1. – 6.             |
| Joaquim Antão Fernandes Leão                                    | —                                                | Minas Gerais        | 14. – 20.           |
| Joaquim Delfino Ribeiro da Luz                                  | —                                                | Minas Gerais        | 14. – 20.           |
| Joaquim Floriano de Godói                                       | —                                                | São Paulo           | 15. – 20.           |
| Joaquim Francisco Viana                                         | —                                                | Piauí               | 9. – 12.            |
| Joaquim Jerônimo Fernandes da Cunha                             | —                                                | Bahia               | 14. – 20.           |
| Joaquim José Rodrigues Torres                                   | Visconde de Itaboraí                             | Rio de Janeiro      | 5. – 14.            |
| Joaquim Mariano Franco de Sá                                    | —                                                | Maranhão            | 7. – 8.             |
| Joaquim Raimundo de Lamare                                      | Visconde de Lamare                               | Mato Grosso         | 18. – 20.           |
| Joaquim Vieira da Silva e Sousa                                 | —                                                | Maranhão            | 10. – 12.           |
| José de Araújo Ribeiro                                          | Visconde de Rio Grande                           | Rio Grande do Sul   | 7. – 17.            |
| José Antônio Correia da Câmara                                  | Visconde de Pelotas                              | Rio Grande do Sul   | 17. – 20.           |
| José Antônio Pimenta Bueno                                      | Marquês de São Vicente                           | São Paulo           | 9. – 16.            |
| José Antônio Saraiva                                            | "Conselheiro Saraiva" (título não–nobiliárquico) | Bahia               | 14. – 20.           |
| José Antônio da Silva Maia                                      | —                                                | Goiás               | 5. – 9.             |
| José Bento da Cunha Figueiredo                                  | Visconde de Bom Conselho                         | Pernambuco          | 14. – 20.           |
| José Bento Leite Ferreira de Melo                               | —                                                | Minas Gerais        | 3. – 5.             |
| José Bonifácio de Andrada e Silva (O Moço)                      | —                                                | São Paulo           | 17. – 20.           |
| José Caetano Ferreira de Aguiar                                 | —                                                | Rio de Janeiro      | 1. – 3.             |
| José Caetano da Silva Coutinho                                  | Bispo Capelão–Mór (título eclesiástico)          | São Paulo           | 1. – 2.             |
| José Carlos Mayrink da Silva Ferrão                             | —                                                | Pernambuco          | 1. – 6.             |
| José Carlos Pereira de Almeida Torres                           | Visconde de Macaé                                | Bahia               | 5. – 9.             |
| José Cesário de Miranda Ribeiro                                 | Visconde de Uberaba                              | São Paulo           | 5. – 9.             |
| José Clemente Pereira                                           | —                                                | Pará                | 8. – 9.             |
| José Custódio Dias                                              | —                                                | Minas Gerais        | 3. – 4.             |
| José da Costa Carvalho (2.)                                     | Marquês de Monte Alegre                          | Sergipe             | 4. – 10.            |
| José Egídio Álvares de Almeida                                  | Marquês de Santo Amaro                           | Rio de Janeiro      | 1. – 2.             |
| José Inácio Borges                                              | —                                                | Pernambuco          | 1. – 4.             |
| José Ildefonso de Sousa Ramos                                   | Visconde de Jaguari                              | Minas Gerais        | 9. – 18.            |
| José Inácio Silveira da Mota                                    | —                                                | Goiás               | 9. – 20.            |
| José Feliciano Fernandes Pinheiro                               | Visconde de São Leopoldo                         | São Paulo           | 1. – 6.             |
| José Joaquim Carneiro de Campos                                 | Marquês de Caravelas                             | Bahia               | 1. – 3.             |
| José Joaquim Fernandes Torres                                   | —                                                | Minas Gerais        | 7. – 14.            |
| José Joaquim Monteiro da Silva                                  | Barão de Santa Helena                            | Minas Gerais        | 20.                 |
| José Joaquim Nabuco de Araújo                                   | Barão de Itapuã                                  | Pará                | 1. – 4.             |
| José Maria da Silva Paranhos                                    | Visconde do Rio Branco                           | Mato Grosso         | 11. – 17.           |
| José Martiniano de Alencar                                      | —                                                | Ceará               | 2. – 10.            |
| José Martins da Cruz Jobim                                      | —                                                | Espírito Santo      | 8. – 17.            |
| José Manuel da Fonseca                                          | —                                                | São Paulo           | 9. – 14.            |
| José Pedro Dias de Carvalho                                     | —                                                | Minas Gerais        | 10. – 17.           |
| José Resende Monteiro                                           | Barão de Leopoldina                              | Minas Gerais        | 20.                 |
| José Rodrigues Jardim                                           | —                                                | Goiás               | 3. – 4.             |
| José Rodrigues de Lima Duarte                                   | Visconde de Lima Duarte                          | Minas Gerais        | 18. – 20.           |
| José Saturnino da Costa Pereira                                 | —                                                | Mato Grosso         | 1. – 8.             |
| José da Silva Lisboa                                            | Visconde de Cairu                                | Bahia               | 1. – 3.             |
| José da Silva Mafra                                             | —                                                | Santa Catarina      | 5. – 14.            |
| José Teixeira da Fonseca Vasconcelos                            | Visconde de Caeté                                | Minas Gerais        | 1. – 4.             |
| José Teixeira da Mata Bacelar                                   | —                                                | Sergipe             | 1. – 4.             |
| José Tomás Nabuco de Araújo                                     | —                                                | Espírito Santo      | 3. – 8.             |
| José Tomás Nabuco de Araújo Filho                               | —                                                | Bahia               | 10. – 16.           |
| Lafayette Rodrigues Pereira                                     | Conselheiro                                      | Minas Gerais        | 17. – 20.           |
| Liberato de Castro Carreira                                     | —                                                | Ceará               | 18. – 20.           |
| Lourenço Rodrigues de Andrade                                   | —                                                | Santa Catarina      | 1. – 5.             |
| Lucas Antônio Monteiro de Barros                                | Visconde de Congonhas do Campo                   | São Paulo           | 1. – 8.             |
| Lúcio Soares Teixeira de Gouveia                                | —                                                | Rio de Janeiro      | 3. – 4.             |
| Luís Alves de Lima e Silva                                      | Duque de Caxias                                  | Rio Grande do Sul   | 6. – 17.            |
| Luís Antônio Pereira Franco                                     | Barão de Pereira Franco                          | Bahia               | 20.                 |
| Luís Antônio Vieira da Silva                                    | Visconde de Vieira da Silva                      | Maranhão            | 14. – 20.           |
| Luís Carlos da Fonseca                                          | —                                                | Minas Gerais        | 15. – 20.           |
| Luís Filipe de Sousa Leão                                       | —                                                | Pernambuco          | 17. – 20.           |
| Luís Joaquim Duque Estrada Furtado de Mendonça                  | —                                                | Bahia               | 1. – 3.             |
| Luís José de Oliveira Mendes                                    | Barão de Monte Santo                             | Piauí               | 1. – 8.             |
| Luís Pedreira do Couto e Ferraz                                 | Visconde do Bom Retiro                           | Rio de Janeiro      | 13. – 20.           |
| Manuel Alves Branco                                             | Visconde de Caravelas                            | Bahia               | 3. – 9.             |
| Manuel Antônio Galvão                                           | —                                                | Bahia               | 5. – 8.             |
| Manuel de Assis Mascarenhas                                     | —                                                | Rio Grande do Norte | 8. – 13.            |
| Manuel Caetano de Almeida e Albuquerque                         | —                                                | Pernambuco          | 1. – 5.             |
| Manuel de Carvalho Pais de Andrade                              | —                                                | Paraíba             | 2. – 9.             |
| Manuel Felizardo de Sousa e Melo                                | —                                                | Rio de Janeiro      | 7. – 12.            |
| Manuel Ferreira da Câmara Bittencourt Aguiar e Sá               | —                                                | Minas Gerais        | 1. – 3.             |
| Manuel Francisco Correia                                        | —                                                | Paraná              | 16. – 20.           |
| Manuel Inácio de Andrade Souto Maior Pinto Coelho               | Marquês de Itanhaém                              | Minas Gerais        | 5. – 13.            |
| Manuel Inácio Cavalcanti de Lacerda                             | Barão de Pirapama                                | Pernambuco          | 8. – 18.            |
| Manuel Inácio da Cunha e Meneses                                | Visconde do Rio Vermelho                         | Bahia               | 1. – 8.             |
| Manuel Inácio de Melo e Sousa                                   | Barão do Pontal                                  | Minas Gerais        | 3. – 10.            |
| Manuel Jacinto Nogueira da Gama                                 | Marquês de Baependi                              | Minas Gerais        | 1. – 6.             |
| Manuel José de Siqueira Mendes                                  | —                                                | Pará                | 20.                 |
| Manuel José Soares                                              | —                                                | Minas Gerais        | 20.                 |
| Manuel Luís Osório                                              | Marquês do Herval                                | Rio Grande do Sul   | 16. – 17.           |
| Manuel do Nascimento Castro e Silva                             | —                                                | Ceará               | 4. – 6.             |
| Manuel Pinto de Sousa Dantas                                    | —                                                | Bahia               | 17. – 20.           |
| Manuel dos Santos Martins Valasques                             | —                                                | Bahia               | 3. – 11.            |
| Manuel Teixeira da Costa                                        | —                                                | Minas Gerais        | 3. – 11.            |
| Manuel Teixeira de Sousa                                        | Barão de Camargos                                | Minas Gerais        | 10. – 17.           |
| Manuel Vieira Tosta                                             | Marquês de Muritiba                              | Bahia               | 8. – 20.            |
| Marcos Antônio Monteiro de Barros                               | —                                                | Minas Gerais        | 1. – 8.             |
| Mariano José Pereira da Fonseca                                 | Marques de Maricá                                | Rio de Janeiro      | 1. – 7.             |
| Martinho Álvares da Silva Campos                                | —                                                | Minas Gerais        | 18. – 20.           |
| Miguel Calmon du Pin e Almeida                                  | Marquês de Abrantes                              | Ceará               | 4. – 12.            |
| Miguel Fernandes Vieira                                         | —                                                | Ceará               | 11.                 |
| Modestino Gonçalves                                             | —                                                | Minas Gerais        | 3. – 11.            |
| Nicolau Pereira de Campos Vergueiro                             | —                                                | Minas Gerais        | 1. – 10.            |
| Nuno Eugênio Lóssio e Seiblitz                                  | —                                                | Alagoas             | 1. – 5.             |
| Patrício José de Almeida e Silva                                | —                                                | Maranhão            | 1. – 6.             |
| Paulino José Soares de Sousa                                    | Visconde do Uruguai                              | Rio de Janeiro      | 7. – 12.            |
| Paulino José Soares de Sousa filho                              | —                                                | Rio de Janeiro      | 18. – 20.           |
| Paulo José de Melo de Azevedo e Brito                           | —                                                | Rio Grande do Norte | 6. – 7.             |
| Pedro de Araújo Lima                                            | Marquês de Olinda                                | Pernambuco          | 3. – 14.            |
| Pedro Francisco de Paula Cavalcanti e Albuquerque               | Visconde de Camaragibe                           | Pernambuco          | 14. – 15.           |
| Pedro José da Costa Barros                                      | —                                                | Ceará               | 1. – 4.             |
| Pedro Leão Veloso                                               | —                                                | Bahia               | 17. – 20.           |
| Pedro Rodrigues Fernandes Chaves                                | Barão de Quaraim                                 | Rio Grande do Sul   | 9. – 12.            |
| Rodrigo Augusto da Silva                                        | —                                                | São Paulo           | 20.                 |
| Saturnino de Sousa e Oliveira Coutinho                          | —                                                | Rio de Janeiro      | 6. – 7.             |
| Sebastião Luís Tinoco da Silva                                  | —                                                | Minas Gerais        | 1. – 4.             |
| Tomás José Coelho de Almeida                                    | —                                                | Rio de Janeiro      | 20.                 |
| Tomás Pompeu de Sousa Brasil                                    | —                                                | Ceará               | 12. – 16.           |
| Teófilo Benedito Ottoni                                         | —                                                | Minas Gerais        | 12. – 14.           |
| Vicente Alves de Paula Pessoa                                   | —                                                | Ceará               | 18. – 20.           |
| Zacarias de Góis e Vasconcelos                                  | —                                                | Bahia               | 12. – 16.           |